# Вараєті
«Вара́єті» (англ. Variety, вимова [vəˈɹaɪ.ɪ.ti]) — американський розважальний тижневик, який заснований у Нью-Йорку в 1905 році Саймом Сільверманом. Основна тематика цього часопису — події світу шоу-бізнесу. Зі зростанням важливості кінематографічної промисловості з'явився «Щоде́нник „Вара́єті“» (англ. Daily Variety), щоденне видання, засноване в Лос-Анджелесі Сільверманом в 1933 році. 1998 року було додане видання «Щоденник „Вараєті Ґотем“» (англ. Daily Variety Gotham), яке засноване в Нью-Йорку.
Компанія, що володіє журналом, також володіє науковим видавництвом «Ельзевіри» (нід. Elsevier).